# Jimmy Murakami
Teruaki "Jimmy" Murakami (村上 辉 明 Murakami Teruaki, San José, Estados Unidos, 5 de junio de 1933 - Dublín, Irlanda, 16 de febrero de 2014), fue un animador y director estadounidense de origen japonés con una larga trayectoria de trabajo en numerosos países. Entre sus obras más conocidas son las adaptaciones animadas de los libros de Raymond Briggs, When the Wind Blows y The Snowman. Formó Murakami-Wolf Films con Fred Wolf.
Cuando era niño, Murakami fue internado junto a su familia en el lago Tule War Relocation Center en el norte de California.
Murakami fue nominado para un Premio de la Academia por el cortometraje de animación de The Magic Pear Tree (1968). Él también dirigió el video musical de "King of the Mountain", el sencillo del álbum Aerial de Kate Bush.
Murakami fue el tema de una película documental de 2010 realizado por el director irlandés Sé Merry Doyle y producida por Martina Durac y Vanessa Gildea de Loopline Films. Jimmy Murakami - Non Alien se estrenó en Dublín en el IFI Stranger than Fiction Film Festival 2010.
Murió en 2014, a los 80 años.

## Filmografía
(lista parcial)
- Von Richthofen and Brown (1971) - productor asociado
- Humanoids from the Deep (1980) - director (sin acreditar)
- Battle Beyond the Stars (1980) - director
- The Snowman (1982) - supervising director
- When the Wind Blows (1986) - director
- The Chronicles of Narnia (1988–1990) - director de animación
- The Story Keepers (1995–1998) - director supervisor
- Christmas Carol: The Movie (2001) - director

## Premios y distinciones
Óscar
| Año  | Categoría                  | Película            | Resultado |
| ---- | -------------------------- | ------------------- | --------- |
| 1969 | Mejor cortometraje animado | The Magic Pear Tree | Nominado  |